# Amanda Davies
Amanda Davies es una periodista deportiva británica de CNN International.

## Primeros años
Davies nació el 24 de marzo de 1980 en Mánchester y es hija del periodista deportivo David Davies. Asistió a la escuela King Edward VI High School for Girls en Edgbaston, Birmingham. Posteriormente se graduó en Saint Edmund Hall de la Universidad de Oxford en el año 2001 con una licenciatura en Geografía, donde ganó el Philip Geddes Memorial Prize del periodismo.

## Carrera

### Sky Sports
Davies se unió a Sky Sports al concluir la universidad en 2001. Más tarde, como ayudante de producción, trabajó en una variedad de eventos deportivos en vivo, incluyendo la Copa Mundial de Críquet y el Abierto de Estados Unidos.
Luego se unió a Sky Sports News y trabajó en varios puestos como asistente de editor de noticias, presentadora y productora en exteriores durante las siete semanas de la Copa Mundial de 2006 en Alemania. También fue reportera ocasional, haciendo su debut en Sky Sports News con Ian Payne en 2005.

### BBC
Se unió a la BBC en abril de 2007. Fue un presentadora regular de boletines de deportes en BBC News Channel, BBC World News y Breakfast de la BBC One, así como de boletines de deportes en el noticiero de fin de semana de BBC 1. Fue la presentadora de BBC News F1 en antesala de Inside F1 todos los viernes y sábado en las carreras de fin de semana, y en la temporada 2008-2009 presentó un programa semanal de conversación sobre fútbol en la BBC World llamado: Sport Today: Football Review.
En agosto de 2011, Amanda tuvo su propio programa de fútbol en la BBC World News llamado Sports World Have Your Say, un conversatorio entre aficionados al fútbol de todo el mundo. Era un programa semanal los domingos por la tarde.
Davies también fue presentadora regular de Your News de la BBC Sport, viajando a un lugar diferente por todo el país cada semana, contando historias de los espectadores.

### CNN
El 27 de marzo de 2012 CNN confirmó que Davies se unirá a su equipo de presentadores de deportes de abril.

### Trabajo benéfico
Tras el nacimiento prematuro de su hija Molly, Amanda se convirtió en partidaria de una serie de organizaciones benéficas infantiles. El 30 de enero de 2012, se anunció que Amanda se había unido al Patron of the Milk Bank en Queen Charlotte y Chelsea Hospital, donde Molly nació 9 semanas antes. También es embajadora de Sparks, y partidaria de la Bliss.